# British Club
British Club was een Mexicaanse voetbalclub uit Mexico-Stad. 

## Geschiedenis

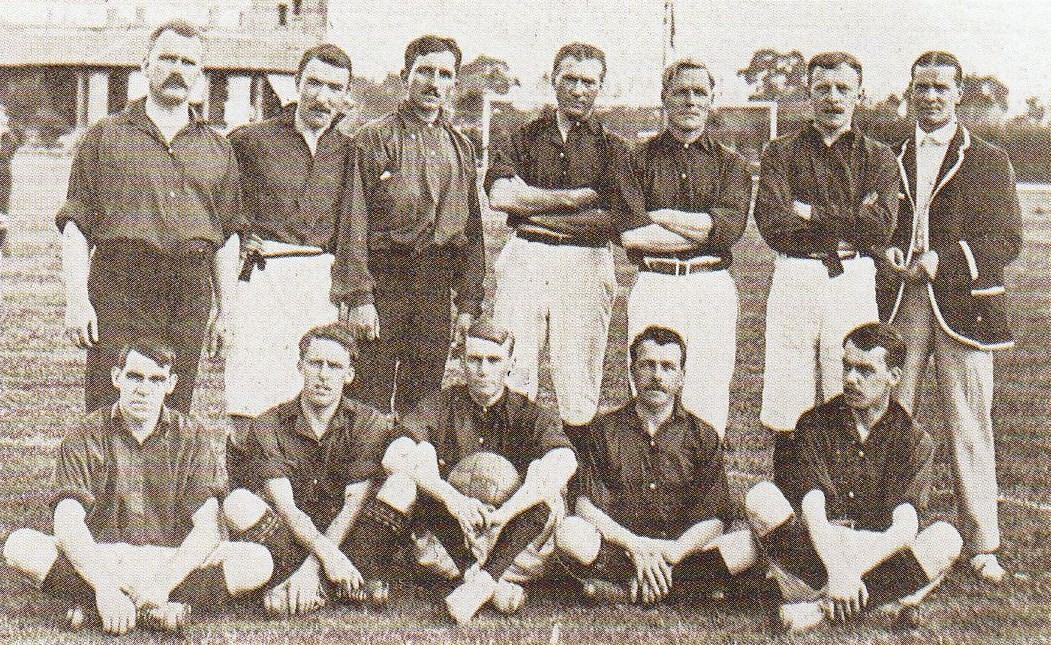
Elftal in 1903

De club werd in 1902 opgericht door Percy Clifford, een immigrant uit Cornwall. Hij was eerst aangesloten bij Reforma AC. De club speelde thuiswedstrijden op terreinen van Club Británico, een Britse multifunctionele sportclub die in 1899 opgericht werd. De club had ook een goede verstandhouding met Reforma en wisselde vaak spelers met ze uit. Reforma domineerde de competitie, maar in 1908 kon British Club de titel binnen halen nadat de club al vicekampioen geworden was in 1905 en 1907. In 1911 won de club nog de beker. In 1912 werd de club ontbonden. Percy Clifford richtte een nieuw team op, Rovers FC, maar ook deze club was geen lang leven beschoren.

## Erelijst
- Landskampioen

1908
- Beker van Mexico

1911